# Tavernier (Floride)
Pour les articles homonymes, voir Tavernier.
Tavernier est une census-designated place du comté de Monroe, dans l’État de Floride, aux États-Unis, située sur l'île de Key Largo dans l'archipel des Keys. Sa population s’élevait à 2 136 habitants lors du recensement de 2010.

## Histoire
Lorsque le chemin de fer arrive sur l'archipel des Keys, la pointe sud de l'île de Key Largo est une petite communauté de planteurs connue sous le nom de Tavernier. Un nom français, alors qu'ici la plupart des noms sont espagnols. Sur la majorité des cartes datant d'avant 1775, on peut lire les noms de « Cayo Tabona », « Tobanas », « Tabano », « Tavona », « Tabanoe », etc. qui se traduit en français par « taon ». Les écrits de naufragés espagnols de 1733 relatent qu'il durent déplacer leur campement de Cayo Tavona à cause des taons qui ne cessaient de les harceler.
David Cutler Braddock (1717-1769) nomma ce lieu « Tabernero » sur sa carte de 1756. George Gauld qui dessina en 1775 une carte pour l'amirauté britannique y indiqua deux noms : « Cayo Tabona » et « Kay Tavernier ». Gauld indiqua dans ses notes: « KAY TAVERNIER (ou Cayo Tabano comme elle est nommée par les Espagnols) est une petite île à environ 2 miles au Sud-Ouest de Cayo Largo, et 5 lieues N.E. de Old Matecumbe ». C'est donc en 1775 que l'on trouve la première trace écrite du nom de Tavernier.

## Démographie
| Groupe                           | Tavernier | Floride | États-Unis |
| -------------------------------- | --------- | ------- | ---------- |
| Blancs                           | 94,8      | 75,0    | 72,4       |
| Métis                            | 1,7       | 2,5     | 2,9        |
| Afro-Américains                  | 1,5       | 16,0    | 12,6       |
| Autres                           | 1,0       | 3,7     | 6,4        |
| Amérindiens                      | 0,5       | 0,4     | 0,9        |
| Asiatiques                       | 0,4       | 2,4     | 4,8        |
| Total                            | 100       | 100     | 100        |
|                                  |           |         |            |
| Hispaniques et Latino-Américains | 29,4      | 22,5    | 16,7       |

Selon l'American Community Survey, en 2010 75,52 % de la population âgée de plus de 5 ans déclare parler l'anglais à la maison, 22,34 % déclare parler l'espagnol, 0,77 % le russe, 0,60 % le grec, 0,47 % l'arabe et 0,30 % le tagalog.
| 2000  | 2010  | - | - | - | - |
| ----- | ----- | - | - | - | - |
| 2 173 | 2 136 | - | - | - | - |